# Mongolian National Broadcaster
Mongolian National Broadcaster (en mongol : Монголын Үндэсний Олон Нийтийн Телевиз, abrégé MNB) est une entreprise audiovisuelle publique mongole. 

## Description

### XXesiècle

#### Les annéescommunistes
Durant toute cette période dite communiste, la MNB est membre associé de l'Intervision, soit depuis la création de la MNB en 1967 et la fin de l'Intervision en 1993.
Les premières émissions de la télévision nationale mongole débutent durant la période communiste. Après plusieurs semaines de tests, les premières images de ce nouveau média apparaissent le 27 septembre 1967 sur les écrans de ceux qui ont pu se procurer le matériel nécessaire. 
Si les premières émissions sont entièrement diffusées en direct, l'improvisation n'est pourtant pas de mise : comme dans toutes les démocraties populaires, les informations sont préalablement contrôlées par les instances dirigeantes (Parti révolutionnaire du peuple mongol). 
L'introduction de la bande magnétique permet la diffusion d'émissions pré-enregistrées à partir du mois de décembre 1971, mais aussi et pour la première fois, de films et de documentaires. Cette innovation se traduit par une extension progressive des horaires de diffusion ainsi que par une plus grande variété de programmes.
Le gouvernement entame simultanément la construction de nouveaux relais de télévision dans plusieurs régions du pays, étendant sensiblement la zone de couverture de la télévision nationale.
Dans le courant des années 1980, des accords de partenariat conclus avec des pays étrangers (Union soviétique, Japon et France) conduisent au renouvellement d'une partie des équipements et à l'introduction progressive de la télévision en couleur. 
Les premières émissions en couleurs (en SECAM) eurent lieu en 1981, pour finalement être diffusées dès 1988 pour la totalité des programmes de la MNB et sur quasiment l'ensemble du territoire du pays (soit pour toucher plus de 90% de la population).

#### Après la chute du rideau de fer

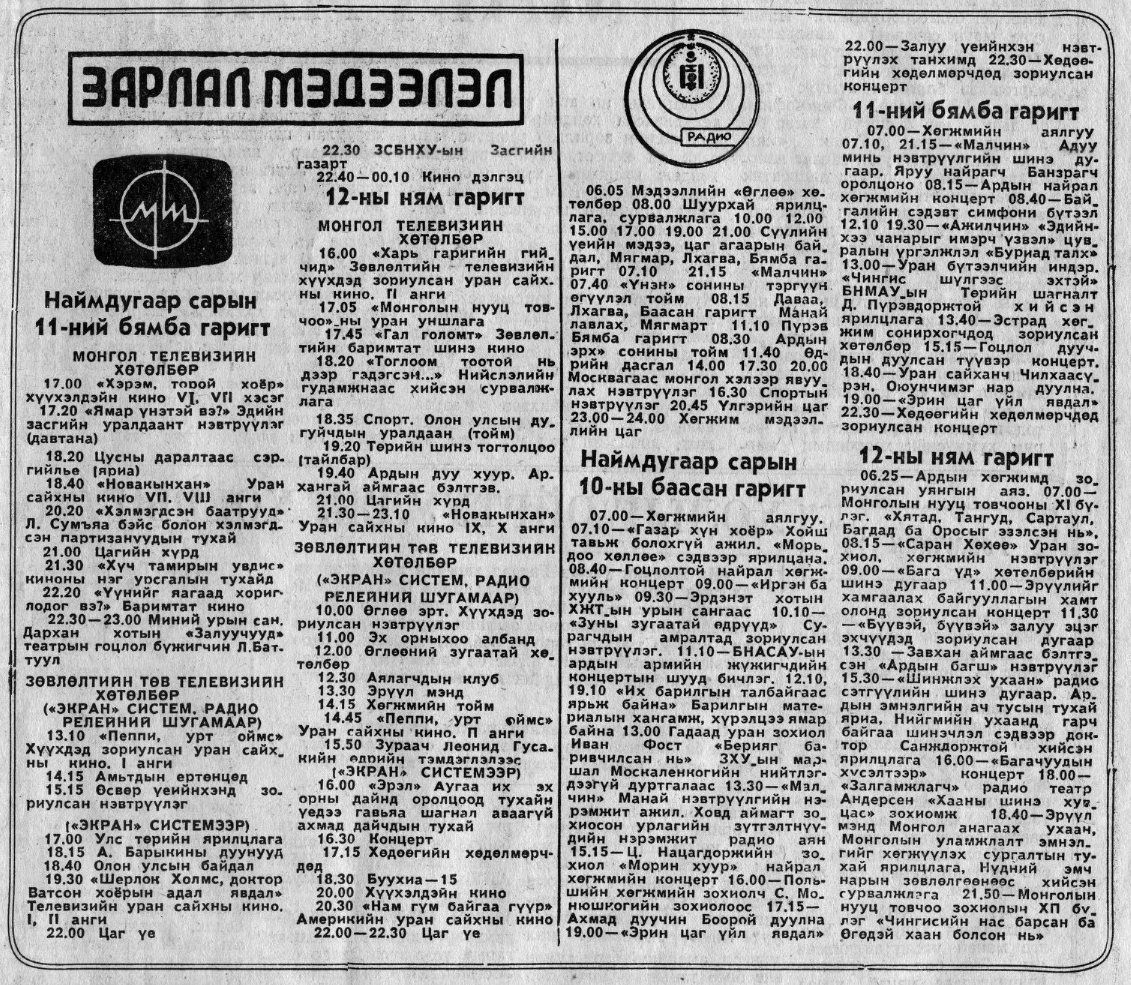
programme proposé dans la presse de la TV mongole en 1990.

Reprise par les satellites Asiasat depuis 1991, la chaîne est depuis lors accessible à la plus grande partie de la population en réception directe.
La télévision nationale développe depuis sa fondation des partenariats avec plusieurs groupes audiovisuels internationaux. Elle échange notamment des programmes avec les chaînes du groupe VGTRK (radio-télévision publique russe), la NHK (télévision nationale japonaise), la ZDF, la Deutsche Welle (télévision publique allemande) ou encore la chaîne d'information en continu américaine CNN.
La télévision nationale mongole devient membre de l'Union de radio-télévision Asie-Pacifique en 1997.
La télévision nationale mongole diffuse essentiellement en mongol (à l'exception d'un journal télévisé en anglais et de quelques émissions ponctuelles en russe). Elle émet quotidiennement de 7 heures du matin à minuit. Sa grille de programmes est celle d'une chaîne de format généraliste, intégrant émissions d'information, journaux télévisés (Мэдээ), documentaires, variétés, séries et films.

### XXIesiècle
En février 2005 : L'adoption de la loi sur l'indépendance de la radio et de la télévision garantit à la télévision nationale mongole son premier statut "public" de l'histoire de Mongolie et fournit également un cadre juridique pour l'égalité de l'information vers le grand public et pour tous ses citoyens sans exception. 
La MNB devient une personne morale à but non lucratif qui doit assurer un service de radiodiffusion et de télévision à l’échelle nationale. Son organe suprême est le Conseil national de la MNB, composé de 15 membres. La direction générale de l'organisation est dirigée par un directeur général nommé par le Conseil national.
L’émergence d’une télévision dite nationale, et donc d’un programme télévisé y correspondant, a été un événement important dans l’histoire des médias mongols.
En juillet 2011, une deuxième chaîne de télévision est lancée. 
Les émetteurs sont exploités par RTBN (Réseau de radiodiffusion et de télévision; soit en mongol : РТС, Радио Телевизийн Үндэсний Сүлжээ).
En 2016, MBC dispose de deux chaînes de radio nationales, d'un service de radio internationale, d'une chaîne de télévision nationale hertzienne, de deux chaînes de télévision par câble et d'une agence de presse. Les programmes sont diffusés non seulement en mongol, mais également en kazakh (pour l'ouest du pays). 
La radiodiffusion est encore largement diffusée via les ondes moyennes et les ondes courtes. 
Les émissions de télévision en diffusion analogique devaient se terminer fin 2015 pour être ensuite diffusées uniquement en numérique.
En 2018, MNB lance une chaîne télévisée à vocation internationale en langue anglaise, MNB World, dans un premier temps uniquement disponible en Mongolie durant la phase de test. Elle sera disponible en Asie fin 2019, ainsi qu'en Europe et Amérique du Nord en 2020.

## Chaînes

### Télévision
- MNB (МҮОНТ-1)
- MNB News (Монголын мэдээ)
- MNB Sport (MNB Спорт суваг)
- MNB World (en anglais)

### Radio
Le service radiophonique consiste en trois radios domestique ainsi que d'une radio internationale.
- МҮОНР-1
- МҮОНР-2
- P3 FM
- Voice of Mongolia (en cinq langues : mongol, anglais, russe, japonais et chinois)

## Relations internationales
MNB est membre actif depuis 1997 de l'union de radio-télévision Asie-Pacifique.